# Hemijsko obrazovanje
Hemijsko obrazovanje je sveobuhvatni termin koji se odnosi na izučavanje nastave i učenja hemije u školama, koledžima i univerzitetima. Teme hemijskog obrazovanja obuhvataju razumevanje načina na koji studenti uče hemiju, kako se hemija treba predavati, i kako se mogu poboljšati rezultati učenja promenom nastavnih metoda i odgovarajuće obuke instruktora hemije, u mnogim oblicima, uključujući klasična predavanja, demonstriranje, i laboratorijske aktivnosti. Postoji konstantna potreba za ažuriranjem umeća nastavnika angažovanih u nastavi hemije, i naučno polje hemijskog obrazovanja govori o tome.